# Luciano Vassalo
Luciano Vassalo   (Asmara, 15 d'agost de 1935 - Ostia, 16 de setembre de 2022) fou un futbolista eritreu de la dècada de 1960.
Fou internacional amb la selecció de futbol d'Etiòpia. Pel que fa a clubs, destacà a Saint-George SA juntament amb el seu germà Italo.